# 翁百合

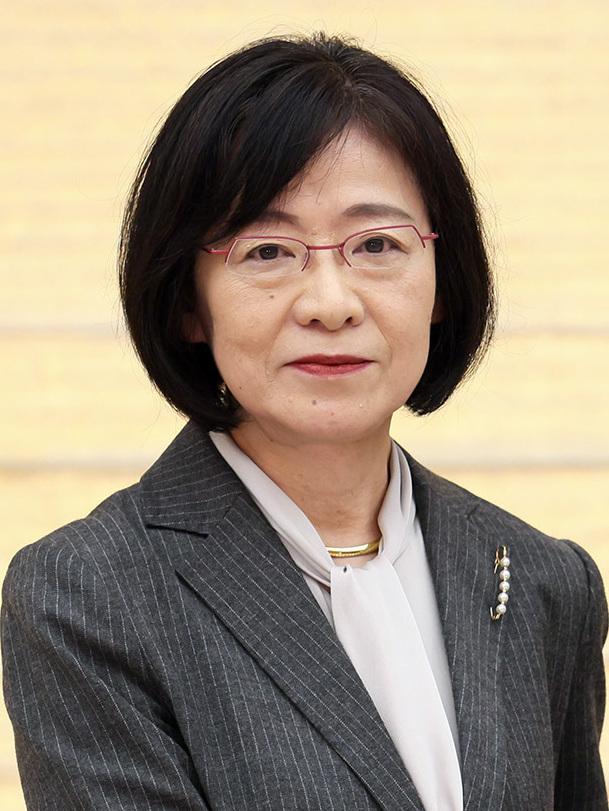
2024年

翁 百合（おきな ゆり、昭和35年（1960年） - ）は、日本のエコノミスト。株式会社日本総合研究所理事長、政府税制調査会会長。夫は日本銀行企画局参事、日本銀行金融研究所長等を務めた翁邦雄。厚生事務次官、内閣官房副長官などを務めた翁久次郎は義父。

## 略歴
東京都出身。田園調布雙葉小学校・中学校・高等学校を経て、1982年、慶應義塾大学経済学部経済学科を卒業（ゼミは国際金融）。1984年に慶應義塾大学大学院経営管理研究科修士課程修了（MBA）、同年日本銀行に就職。
1992年 株式会社日本総合研究所入所。2014年 同副理事長、ブリヂストン取締役。2018年から高橋進の後任として理事長を務める。2017年丸紅取締役。2021年、財務省財政制度等審議会会長代理。2024年、政府税制調査会会長 (女性初) 。
公職として特殊法人等改革推進本部参与会議参与、政府税制調査会委員 、経済産業省産業構造審議会委員、会計検査院会計検査懇話会有識者委員、全世代型社会保障検討会議有識者、内閣官房新しい資本主義実現本部有識者、同・国力としての防衛力を総合的に考える有識者会議を務める。他に、公益財団法人総合研究開発機構（NIRA）理事、公益財団法人東芝国際交流財団理事、慶應義塾評議員、任意組織の令和臨調運営幹事などを務める。内閣府規制改革会議委員（2期、2007年1月 - 2010年3月）、同健会議康・医療ワーキング・グループ座長（2013年1月 - 2016年7月31日）などを歴任した。

## 人物
- 夫の翁邦雄とは日本銀行時代の社内婚。当時、日銀に社内結の前例がなく、結婚当初は問題なく認められたが、数年後に人事幹部が代わり、夫婦どちらかはいずれ退職するよう伝えられ、退職した[13]。
- 岸田内閣の新しい資本主義の姿が見えないとして、より踏み込んだ政策が必要であると述べている[14]。